# Знамена на административните единици на династията Нгуен
Знамената на административните подразделения на династията Нгуен са използвани от около 1868 до 1885 г., със съотношение от 2: 2.

## Кралски провинции
- Тхуа Тхиен (Thừa Thiên phủ, 承天府)
- Куангчи (Quảng Trị tỉnh, 廣治省)
- Куангбинь (Quảng Bình tỉnh, 廣平省)
- Куангнам (Quảng Nam tỉnh, 廣南省)
- Куангнгай (Quảng Ngãi tỉnh, 廣義省)

## Провинции в Северната област
- Ханой (Hà Nội tỉnh, 河內省)
- Лангшон (Lạng Sơn tỉnh, 諒山省)
- Бакнинь (Bắc Ninh tỉnh, 北寧省)
- Шонтэй (Sơn Tây tỉnh, 山西省)
- Хайзыонг (Hải Dương tỉnh, 海陽省)
- Намдинь (Nam Định tỉnh, 南定省)

## Провинции в Централната област
- Тханьхоа (Thanh Hóa tỉnh, 清化省)
- Нгеан (Nghệ An tỉnh, 乂安省)
- Хатинь (Hà Tĩnh tỉnh, 河靜省)

- Биньдинь (Bình Định tỉnh, 平定省)
- Фуйен (Phú Yên tỉnh, 富安省)
- Кханьхоа (Khánh Hòa tỉnh, 慶和省)
- Биньтхуан (Bình Thuận tỉnh, 平順省)